# Гней Миниций Фаустин
Гней Миниций Фаустин (на латински: Gnaeus Minicius Faustinus) е политик и сенатор на Римската империя през 1 век.
През 91 г. той е суфектконсул заедно с Публий Валерий Марин.
Баща е на Гней Миниций Фаустин (консул 117 г.).